# Шилов Угол
Ши́лов У́гол (бел. Шылаў Вугал) — деревня в составе Сидоровичского сельсовета Могилёвского района Могилёвской области Республики Беларусь.

## Население
- 2010 год — 60 человек